# 下総山崎藩

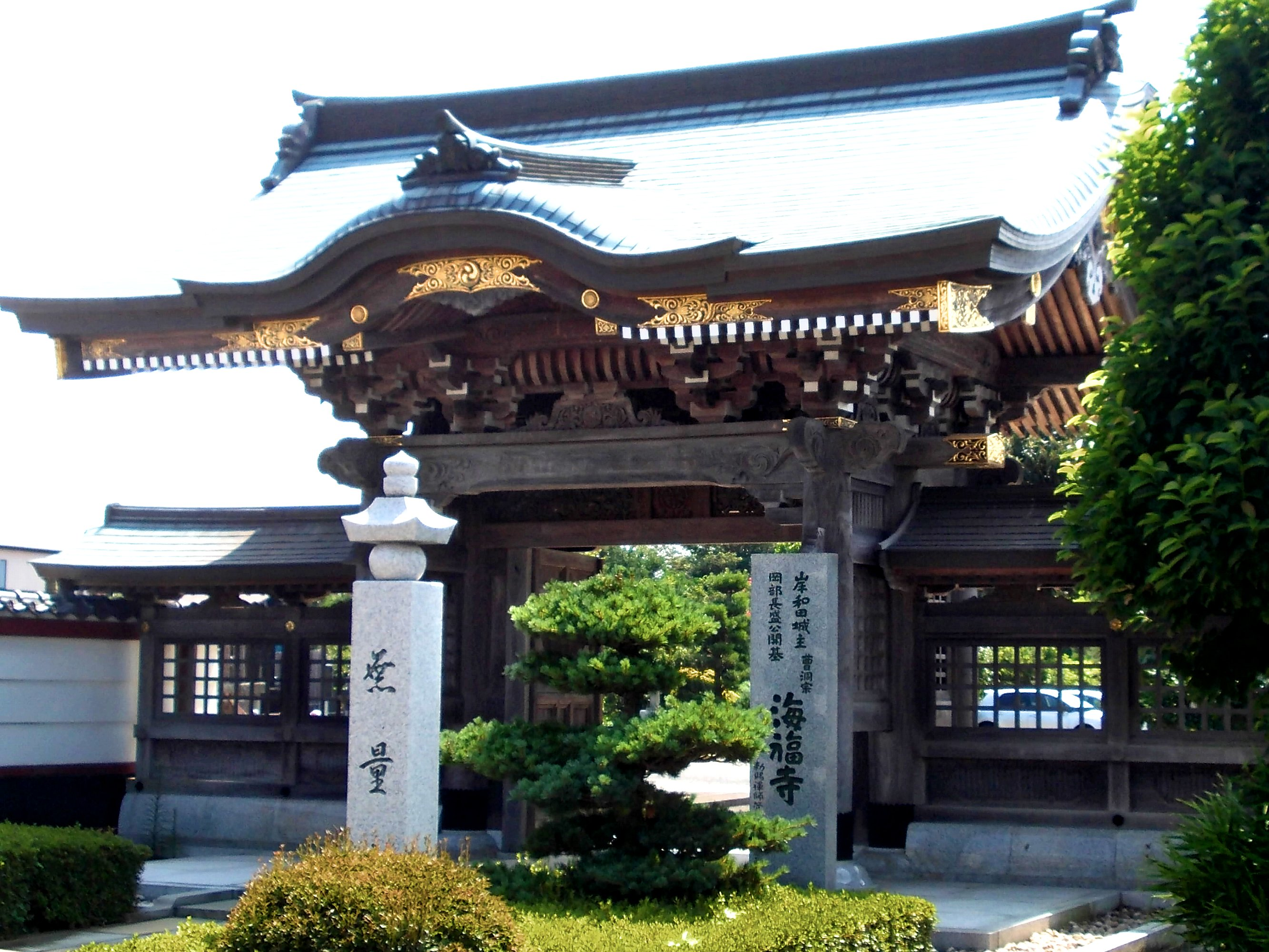
海福寺（野田市山崎）は、岡部長盛によって当初の陣屋跡に建立された寺である。

下総山崎藩（しもうさやまざきはん）は、下総国葛飾郡山崎（現在の千葉県野田市山崎周辺）を居所として、江戸時代初期まで存在した藩。徳川家康の関東入国時、岡部長盛が1万2000石を与えられて成立。当初は山崎村に陣屋を置いたが、まもなく堤台城（現：野田市堤台）を築いて居城とした。1609年に長盛が丹波亀山藩に移封されたため、廃藩となった。

## 歴史

### 前史：岡部家
岡部氏は、駿河国志太郡岡部（現在の静岡県藤枝市岡部町）を苗字の地とする一族である。戦国期に岡部正綱は今川家・武田家ついで徳川家康に仕え、家康による甲州平定に功績があった。正綱の子が岡部長盛である。
『寛政重修諸家譜』（以下『寛政譜』）によれば、長盛は永禄11年（1568年）に正綱の長男として生まれ、天正12年（1584年）に家督を継いで以後は長久手の戦いや第一次上田合戦において武功を挙げた。天正16年（1588年）に従五位下内膳正に叙任された際、徳川家康から偏諱が与えられて「康綱」と名乗るよう言われ、口宣案にもその名が記されたが、長盛は憚って名乗らなかったという。
上記の記述によれば「岡部康綱」は岡部長盛の別名であるが、長盛と康綱は別人（康綱・長盛が兄弟関係）とする説があり、山崎に入封したのは康綱とも解される。本項では康綱を長盛の別名として記述を進める。

### 立藩から廃藩まで
天正18年（1590年）の小田原征伐後、関東に入部した徳川家康は、岡部長盛に上総・下総両国内で1万2000石を与えた。長盛は下総国葛飾郡山崎村（現在の千葉県野田市山崎）の梅台に陣屋を置いた。岡部家の由緒書によれば、梅台の陣屋は「当分の御屋敷」として設けられたものであった。『寛政譜』によれば、長盛の居所は「山崎」とされており、これによって（下総）山崎藩が成立したとみなされる。
天正18年（1590年）11月12日、長盛は梅台の陣屋に移ったが、翌天正19年（1591年）、堤台（野田市堤台）に築城していた堤台城が完成したため、居城とした。梅台の陣屋跡には海福寺が建立された。
文禄2年（1593年）2月20日、「岡部康綱」の名で野田の名主・百姓に法度が示されており、退転した百姓には過分の未進を免除するとして帰郷を促している。文禄4年（1595年）10月28日に岡部長盛は、当地の「市宿」に来た者の諸役免除、田畑の新規開発・再開発時の年貢免除規定などを記した定書を出している。
『寛政譜』によれば、岡部長盛は山崎に入ってのちに継室（洞仙院殿）を迎えている。継室の実父は、当時関宿で2万石を与えられていた松平康元（家康異父弟）であるが、継室は家康の生母・伝通院の養女となり、「徳川家康の妹」として長盛に嫁した。夫妻の間には慶長2年（1597年）に嫡男の岡部宣勝が生まれている。
慶長5年（1600年）の関ヶ原の戦いに際し、長盛は下野国黒羽城の守備にあたり、上杉景勝の牽制を務めた。慶長14年（1609年）8月、長盛は丹波亀山藩に加増移封され、下総山崎藩は廃藩となった。

### 後史
その後岡部家は長盛・宣勝の2代で転封を繰り返すが、寛永17年（1640年）に宣勝が和泉岸和田藩に移されて定着した。岡部家は岸和田藩主として幕末・明治維新を迎える。

## 歴代藩主
岡部家
譜代、1万2000石
1. 長盛（ながもり）

## 領地
1万2000石の領地は上総国・下総国に散在していた。中世野田郷の中心地（近世の野田町）も藩領に含まれていた。
山崎には、近世には日光東往還の宿場が置かれていた。日光東往還は日光街道の脇往還として整備された街道で、向小金（現在の千葉県流山市向小金）付近で水戸街道から分かれて北上し、山崎・関宿・結城などを経て、雀宮（現在の栃木県宇都宮市雀宮町・雀の宮）付近で日光街道に合流する。
梅台の陣屋の正確な所在地や規模は不明であるが、海福寺とその西側の公園付近一帯がその跡地とされている。海福寺は慶長4年（1599年）、岡部長盛によって開基された。海福寺には、慶長9年（1604年）に没した長盛の母（月宮院殿）の石塔があるが、石塔の建立は享保年間とみられる。また同寺には、岡部家の子孫で、幕藩体制下での最後の岸和田藩主である岡部長寛（1887年没）の墓がある。
堤台は中世の野田郷の一角で、正保2年（1645年）に野田から分村して「堤台村」が成立した。堤台城の跡地には報恩寺が建立されたとされるが、報恩寺は明治2年（1868年）に中野台に移転しており、移転以前の所在地は字寺山であったとも、字東寺山であったとも伝えられる。江戸川低地に面した台地上であるものの、正確な位置や規模ははっきりしない。